# Герб Ковдора
Герб Ковдора утверждён решением Ковдорской районной Думы от 13 марта 2000 года № 24. Внесён в Государственный геральдический регистр Российской Федерации под № 597.

## Описание герба
В серебряном поле поверх чёрного круга звезда, составленная из четырёх больших золотых и четырёх малых лазоревых (синих, голубых) ромбов; чёрная оконечность с золотой каймой, имеющей снизу выемку с уширенными краями.
Описание символики: в основу герба положен щит, в основании которого дано профильное изображение карьера с прорисовкой его бортов, выполненной золотом на чёрном фоне.
Главная фигура размещена в центре. Она представляет собой чёрный круг в серебряном поле, пересекаемый розой ветров. Образуется символическое изображение железорудного карьера на фоне заснеженной природы северного края (на генеральном плане города карьер своими упругими кольцами резко контрастирует с прямоугольностью городской застройки).
Разработка железной руды является основным градообразующим фактором, поэтому это основной атрибут герба города. Диагональные элементы розы ветров представлены кристаллами магнетита синего цвета, имеющие форму октаэдров.
Лазурь (голубой) в геральдике — символ чести, славы, преданности, истины, красоты, добродетели и чистого неба.
Чёрный цвет в геральдике символизирует благоразумие, мудрость, скромность, честность и вечность бытия.
Золото в геральдике символ высшей ценности, величия, прочности, силы, великодушия.
Серебро в геральдике — символ простоты, совершенства, мудрости, благородства, мира, взаимосотрудничества.
Авторская группа: идея герба:Михаил Яковлев (Ковдор); геральдическая доработка:Константин Моченов (Химки); компьютерный дизайн:Сергей Исаев (Москва).

## История герба
Первый герб города Ковдора Мурманской области был утверждён исполнительным комитетом Ковдорского городского Совета народных депутатов в октябре 1980 года по проекту архитектора города Ковдора Михаила Ивановича Яковлева. Герб представлял собой французский щит пересеченный золотым поясом с зубчатым выступом внизу. Пояс представляет стилизованное изображение железорудного карьера с прорисовкой его бортов. На оконечности чёрного цвета золотой условный химический знак железа Fe. В верхнем серебряном поле золотая «роза ветров», наложенная на чёрный шар. Диагональные элементы «розы ветров» символизировали кристаллы магнетита, имеющие форму октаэдров. Контраст серебряного и чёрного цветов герба означал: решительное вмешательство человека, желающего иметь чёрный металл, в девственную заснеженную природу Севера.
В 2000 году Союз геральдистов России доработал первоначальный герб Ковдора и после утверждения городскими властями и внесения в Государственный геральдический регистр Российской Федерации он стал официальным символом города и Ковдорского района Мурманской области.